# Хорлогійн Чойбалсан
Хорлогійн Чойбалсан (монг. Хорлоогийн Чойбалсан вимовляється [χɔrˈɮɔːciˑɴ ˈt͡ɕʰɞe̯pɬ̩sɴ̩], де перша частина є ім'ям по батькові, а друга — особистим ім'ям, прізвища в Монголії відсутні; 8 лютого 1895 — 26 січня 1952) — комуністичний лідер Монголії з 1930-х до своєї смерті. За життя Чойбалсана і якийсь час після його смерті в Монголії існував культ його особи, подібний до культу особи Сталіна.

## Біографія
Обіймав посади голови держави (Голова Президії Державного Малого Хуралу, 1929—1930), очільника уряду (Голови Ради Народних комісарів і Голови Ради Міністрів, 1939-1952), проте незалежно від формальних посад, він був диктатором Монголії. Мав звання Маршала Монголії.
Був послідовним прихильником Сталіна. Скориставшись тим, що чільник Монголії Пелжидийн Генден утратив довіру Сталіна (зокрема, через те, що відмовився провести масові репресії проти буддійських ченців і форсувати введення централізованої економіки), у 1936 сприяв його усуненню від влади, незабаром після чого Ґендена арештовано й страчено. Чойбалсан, що був на той час міністром оборони, ще декілька років не посідав формально найвищої посади в державі, проте вже тоді став лідером і провів масові репресії, знищивши не тільки своїх супротивників у партії, але також колишніх аристократів, ченців, і багато інших «небажаних категорій».
На думку сучасних монгольських істориків, Чойбалсан був чи не найдеспотичнішим лідером Монголії за останнє сторіччя. В той самий час, завдяки його діям у Монголії досягнуто високого рівня письменності (Чойбалсан скасував досить складний старовинний монгольський алфавіт і ввів кирилицю), країна з аграрної перетворилася на аграрно-індустріальну.
Після смерті Чойбалсана 1956 р. його особу піддано критиці на з'їзді Монгольської народно-революційної партії, проте, на відміну від засудження Сталіна в СРСР, його статуї не знесено, а адміністративний центр Східного (Дорнод) аймака Монголії до сьогодні носить його ім'я. Можливо, це було пов'язано з тим, що його наступник Юмжаґійн Цеденбал і за Чойбалсана посідав найвищі державні посади, зокрема Генерального секретаря ЦК МНРП.

## Вшанування пам'яті
У 1952 році після смерті Хорлогійна Чойбалсана виникла ідея збудувати мавзолей, що збудовано на майдані Сухе-Батора перед будинком уряду.
Його будівництво завершилось у 1954 році, й він нагадує московський мавзолей. У плані він майже квадратний (14,3 на 13,8 метра). Для облицювання використали сірий та темно-червоний мармур з Хархорину. У мавзолеї поховано Сухе-Батора та Чойбалсана. Однак згодом мавзолей з центрального майдану прибрали, а рештки поховали.